# Valea Ursului (okręg Buzău)
Valea Ursului – wieś w Rumunii, w okręgu Buzău, w gminie Mânzălești. W 2011 roku liczyła 68 mieszkańców.